# Sismo de Ísquia de 2017
O sismo de Ísquia de 2017 foi um sismo que ocorreu na ilha de Ísquia, no golfo de Nápoles, no sul de Itália. O principal choque ocorreu às 20h57 CEST (18h57 UTC) de 21 de Agosto de 2017, sendo classificado como de 4,3 de magnitude na escala de Richter.
Apesar da magnitude moderada, desabaram vários prédios e uma igreja. Uma mulher, natural da ilha e mãe de seis filhos, morreu em Casamicciola Terme, após ter sido atingida por destroços que caíram da igreja de Santa Maria del Suffragio. Outra mulher morreu na mesma localidade, quando a casa em que passava férias desabou. O balanço final dos hospitais e da linha de emergência 118 foi de quarenta e dois feridos. Foram evacuadas duas mil pessoas de Casamicciola Terme, e 600 de Lacco Ameno, enquanto 1051 pessoas abandonaram a ilha.
Os maiores estragos localizaram-se em duas localidades da costa norte da ilha, Casamicciola Terme e a vizinha Lacco Ameno. Em Casamicciola cerca de uma dezena de edifícios ruíram, e o abastecimento de electricidade foi cortado.
O epicentro localizou-se a noroeste da ilha, a um quilómetro de Punta Imperatore, encontrando-se o hipocentro a dez quilómetros de profundidade.